# Santa Ana de Nahola
Santa Ana de Nahola es una localidad del municipio de Tula, en el estado de Tamaulipas. La ciudad más cercana es Tula, la cabecera municipal, a 16.3 km al este. Tiene una altitud aproximada de 1230 metros sobre el nivel del mar y cuenta con una población de 894 habitantes. El paisaje de la zona se caracteriza por su relieve semidesértico, en transición hacia las estribaciones de la Sierra Madre Oriental.
El clima es templado y subtropical. La temperatura media es de 23 °C. El mes más cálido es mayo, con 29 °C, y el más frío enero, con 16 °C. La precipitación media es de 1.14 milímetros por año. El mes más lluvioso es septiembre, con 299 milímetros de precipitación, y el marzo es el menos lluvioso, con 27 milímetros.

## Historia
El territorio del pueblo de indios de Santa Ana de Nahola fue concedido mediante un título novohispano fechado en 1714 y firmado por el entonces virrey de Nueva España, Fernando de Alencastre Noroña y Silva. Este abarcaba aproximadamente 242 mil hectáreas, distribuidas actualmente entre diecisiete municipios de Tamaulipas, tres de San Luis Potosí y tres de Nuevo León.
Los indígenas pisones que habitaban en Nahola desarrollaban una economía agrícola establecida en los valles de la Sierra Madre Oriental, donde cultivaban productos como maíz, frijol y maguey. Por otro lado, grupos asentados en zonas más remotas y de difícil acceso, como la región del Sigüé, conservaban prácticas de vida nómada o seminómada. Estos grupos dependían en gran medida de la caza y de la recolección de alimentos silvestres, tales como raíces, piñones, frutas del monte y miel de agave.
Aunque en determinados periodos fueron incorporados a misiones por órdenes religiosas que intentaban convertirlos en agricultores sedentarios, muchos de ellos mantenían sus antiguos hábitos de subsistencia. Especialmente en tiempos de escasez o ante los abusos de las autoridades virreinales y los conflictos con otros pueblos, era común que regresaran a las montañas en busca de sustento mediante la recolección y la caza.
Durante el siglo XX, diversas resoluciones presidenciales entre 1920 y 1942 reconocieron parcialmente la propiedad indígena, limitándola a 24 039 hectáreas. No obstante, la comunidad nahola ha denunciado reiteradamente la pérdida progresiva de su territorio, principalmente como resultado de la creación de ejidos por parte de la Secretaría de la Reforma Agraria.
La situación se agravó con la implementación del Programa de Certificación de Derechos Ejidales, el cual, según los habitantes de Nahola, permitió la entrega irregular de tierras a terceros. En 2005, el representante comunitario Aniceto Gaytán García promovió ante el Tribunal Unitario Agrario la restitución de 6748 hectáreas invadidas por varios ejidos.

## Patrimonio cultural
La comunidad tiene raíces indígenas vinculadas al antiguo grupo étnico de los pisones, también conocidos como siguillones. Aunque desapareció como unidad cultural distintiva, su herencia perdura en tradiciones locales como la alfarería, así como en algunos elementos lingüísticos y cosmovisiones transmitidas oralmente.
La lengua originaria del pueblo, el idioma naolano, se extinguió hacia la década de 1940, pero se conservaron al menos 48 expresiones documentadas por Roberto Weitlaner en registros lingüísticos de mediados del siglo XX.
El pueblo tiene una tradición alfarera milenaria vigente de más de 3000 años, la cual ha sobrevivido al paso del tiempo sin la incorporación de herramientas industriales modernas, y es considerada una de las expresiones artesanales más antiguas en el noreste de México. Las piezas de cerámica elaboradas en la localidad presentan similitudes formales con materiales arqueológicos recuperados en sitios prehispánicos de Tamaulipas como El Sabinito y el Balcón de Montezuma.
La tradición alfarera naolana ha sido reconocida por instituciones culturales como el INAH, que en 2024 inauguró la exposición "Olleras de Santa Ana de Nahola" en Ciudad Victoria, la capital del estado. Esta muestra reunió más de 1600 fotografías y una veintena de piezas originales, y se programó su itinerancia hacia el Museo de la Huasteca en Tampico en 2025.

## Educación y vida comunitaria
En la localidad de Nahola se encuentran diversas instituciones educativas, como la Telesecundaria José Vasconcelos, la Preescolar Leona Vicario y la Primaria Narciso Mendoza. Estas escuelas han desarrollado iniciativas que buscan fortalecer el vínculo entre los estudiantes y su herencia cultural. En una de estas actividades, realizada con motivo del Día de Muertos, estudiantes de telesecundaria entrevistaron a sus abuelos para rescatar costumbres locales y posteriormente presentaron un altar tradicional en la plaza principal del municipio de Tula, como parte de las celebraciones del Xantolo.